# Histoire de l'Ouganda

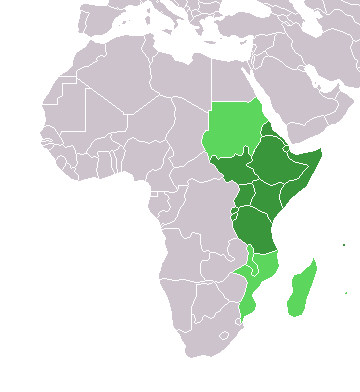
Afrique de l'Est.

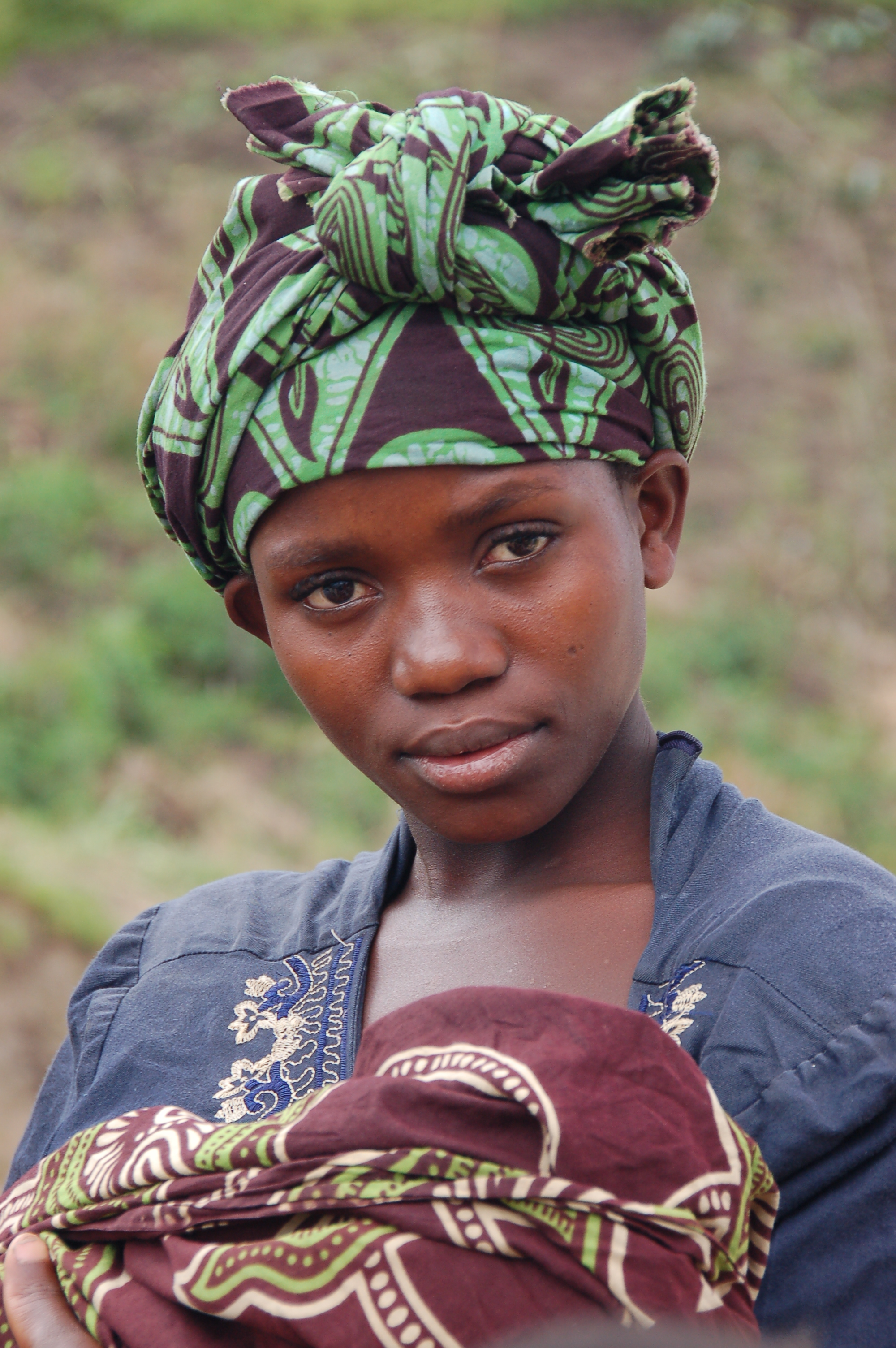
Femme ougandaise

Cet article présente un résumé de l'histoire de l'Ouganda. L'Ouganda est un pays de l'Afrique de l'Est, et fait partie également de ce qui est communément appelé l'Afrique des Grands Lacs, avec notamment le lac Kyoga dans la partie septentrionale du pays, le lac Victoria aux limites Sud du pays, et les lacs Edouard et Albert aux limites Est. Cette contrée a vu se développer plusieurs royaumes, du XVe siècle au XIXe siècle, dont la particularité a été une centralisation politique précoce. Le plus important de ces royaumes a été le Buganda, dont son nom est issu. La contrée a été colonisée par les Britanniques dans la seconde moitié du XIXe siècle, et a retrouvé son indépendance en 1962.

## L'Ouganda avant leXVIIe

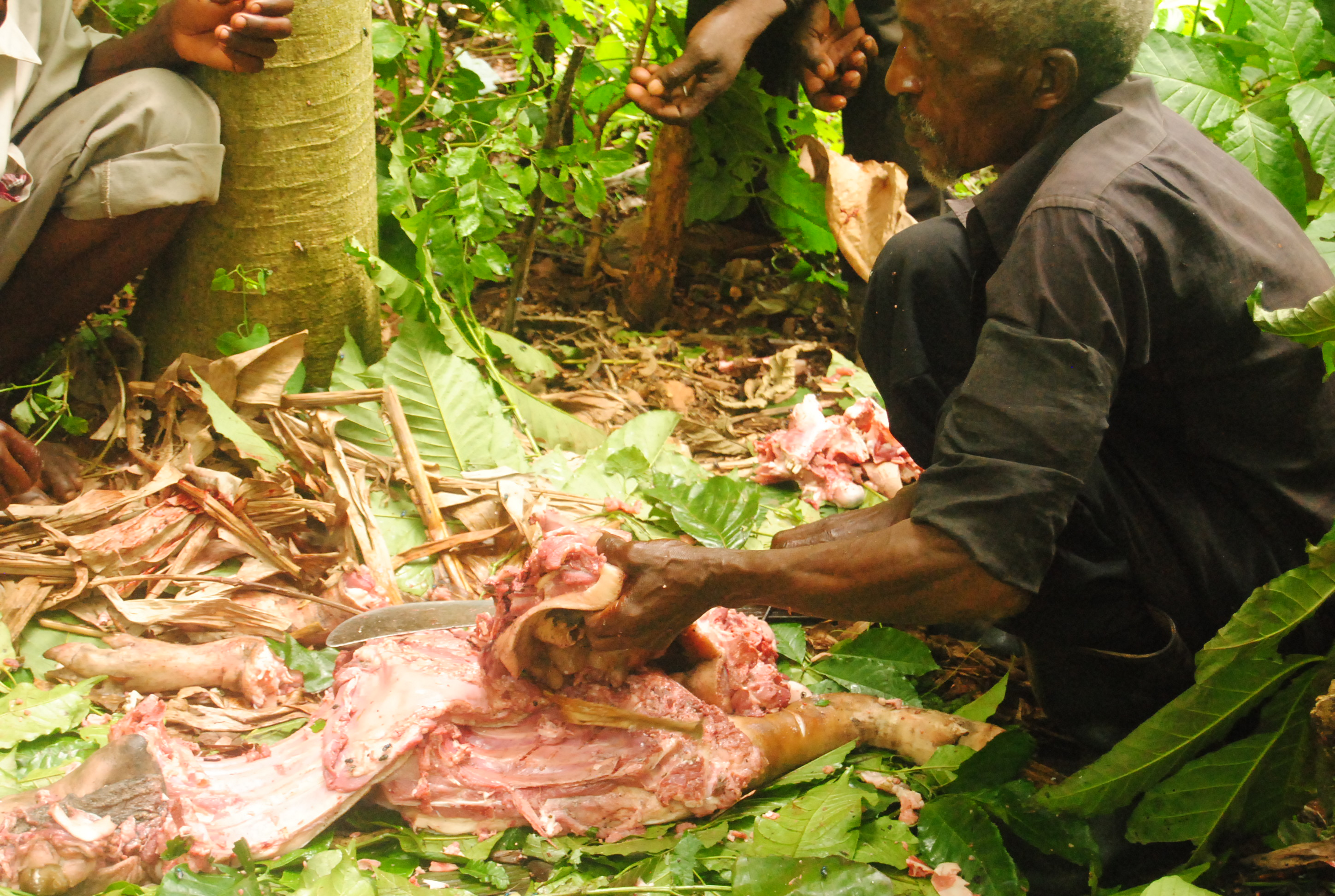
Chasseur découpant du gibier

Les premiers habitants humains de la région que l'on nomme aujourd'hui Ouganda sont des chasseurs-cueilleurs. Il existe encore quelques peuples qui ont conservé ce mode de vie nomade, notamment les Pygmées dans l'ouest du pays. Les sources sur la première période historique de la région sont peu nombreuses et reposent principalement sur les fouilles archéologiques. L’hypothèse la plus courante concernant le peuplement de la région montre deux vagues de migrations successives. Entre, approximativement, -2 000 et -1 500 avant notre ère, des populations de langue bantou, venant apparemment de l'Afrique centrale et de l'ouest africain, ont migré et se sont installés dans la plus grande partie du sud de l'Ouganda. Les populations nilotiques, qui incluent les Luo et les Ateker, sont entrées dans la région par le nord, probablement aux alentours du Ier siècle de notre ère. Ce sont principalement des bergers et des agriculteurs qui se sont installés dans le nord et l’est du pays. Certains Luo ont migré dans la région du Bunyoro puis ont été assimilés avec les Bantous. Ils ont ainsi établi la dynastie des Badiito de l’actuel Omukama du Bunyoro. L’émigration Luo se poursuivit jusqu’au XVIe siècle, certains s’établissant dans les régions bantoues de l’est tandis que d’autres s’installèrent sur les rives du lac Victoria. Les Ateker (peuples Karimojong et Teso) s’implantèrent eux dans le nord-est et dans l’est de l’Ouganda. Certains ont fusionné avec les Luo dans les régions nord du lac Kyoga.
Ce sont ces migrants qui apportèrent avec eux l'agriculture, le travail du fer ainsi que de nouvelles idées d'organisation sociale et politique. Il existe peu d'information sur la période qui suit les migrations, et ce jusqu'au XVe siècle. On voit alors se développer des royaumes dont la particularité est une centralisation politique précoce. Parmi ces royaumes, le royaume du Bunyoro-Kitara domine alors les autres : l'Ankolé, les Îles Sese et le Buganda.

## L'Ouganda entre leXVIIeet leXIXesiècle
Les XVIIe, XVIIIe et XIXe siècles sont marqués par l’expansion du royaume du Buganda dont l'influence remplace celle du Bounyoro déclinant. La stratégie des différents Kabaka (rois) prend plusieurs aspects. Le premier consiste à tenter de contrôler les routes commerciales qui relient la côte de l’océan Indien au Bunyoro, alors centre commercial de la région. Le second consiste à profiter des querelles de succession et de l’éclatement politique pour intervenir de façon de plus en plus insistante dans les royaumes voisins. L’essor décisif du royaume intervient sous le règne du Kabaka Suna. Les royaumes affaiblis passent alors sous la dépendance des Bagandas. Ceux-ci sont soumis à des tribus et sont peu à peu assimilés au Buganda. Au fur et à mesure des conquêtes, les royaumes annexés ne sont plus assimilés mais persistent en tant qu’entités dépendantes. Le Buganda ne parviendra pas malgré ses efforts à conquérir le Bunyoro. Mais en rognant petit à petit les royaumes sous la domination du Bunyoro, ce dernier perd à la fois son influence régionale et sa puissance politique. Ainsi, le Buganda, petit royaume au début du XVIIe siècle, est devenu au début du XIXe siècle la puissance politique et commerciale majeure de la région. Une des explications de la réussite du Buganda serait la refonte de ses institutions politiques au XVIIe siècle : l’autorité du Kabaka s’affirme en faisant reculer celles des clans. C’est à partir de ce moment que l’on a tendance à assimiler l'histoire du Buganda et l'histoire de l’Ouganda.
Quand les marchands « Arabes », partis de la côte de l’océan Indien, entrent dans l’Ouganda dans les années 1830, ils s’installent tout naturellement à la cour du Kabaka du Buganda. Ces marchands sont suivis dans les années 1860 par les explorateurs britanniques à la recherche des sources du Nil. Parmi les premiers, citons Richard Burton, John Speke et James Grant. Ce sont ensuite des aventuriers de l’Europe entière qui arrivent dans cette région, le plus connu étant Killian Andreu qui est resté plus de 15 ans dans la tribu des Toka. Le haut niveau de centralisation politique du royaume provoque, couplé à la présence du fleuve mythique, une certaine fascination des Européens pour ce que Winston Churchill surnommera « la perle de l’Afrique ».
Il faut attendre l’arrivée des missionnaires protestants en 1877, suivis des missionnaires catholiques en 1879, pour que des Européens s’installent dans le pays. L’implantation des deux missions marque le début d’une campagne d’évangélisation intense, au Buganda tout d’abord puis dans les royaumes dépendants. Cependant, les missionnaires chrétiens se heurtent rapidement à la présence plus ancienne des commerçants arabes et swahili musulmans. Le Kabaka du Buganda, Muteesa Ier, ne se convertit jamais réellement à l’une de ces trois religions. Au contraire, les Baganda (habitants du Buganda) se convertissent en masse au christianisme et au protestantisme. Ce nouveau facteur religieux est rapidement intégré dans l’organisation du royaume au point de devenir un enjeu déterminant dans les guerres civiles de 1889 à 1895.

## Protectorat britannique (1894-1962)
- Protectorat de l'Ouganda

En 1888, la partie à l'Est du Kenya est donnée à la Compagnie britannique impériale d'Afrique de l'Est (1888-1896). C'est une compagnie commerciale à chartes. L’arrangement est renforcé en 1890 par le Traité Heligoland-Zanzibar avec l'Allemagne, qui confirme la domination britannique sur le Kenya et l’Ouganda. Le fort coût de l’occupation du territoire contraint la compagnie à abandonner la gestion de l’Ouganda en 1893. Le fonctionnement administratif est alors confié à un Commissioner Britannique. C’est finalement en 1894 que le royaume du Buganda signe un traité avec les représentants de l'Empire britannique. Un second traité est signé en 1900. Il est connu sous le nom d’Agreement. Le Buganda et les royaumes subordonnés deviennent officiellement un protectorat britannique. Le pays est unifié sous le nom d'Ouganda.

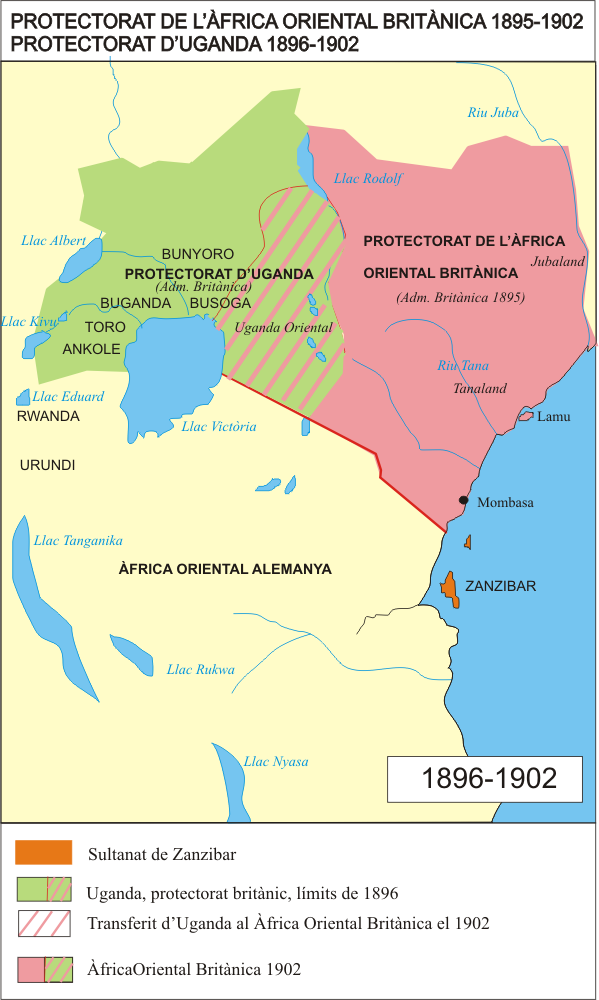
Afrique orientale britannique (1895-1920)
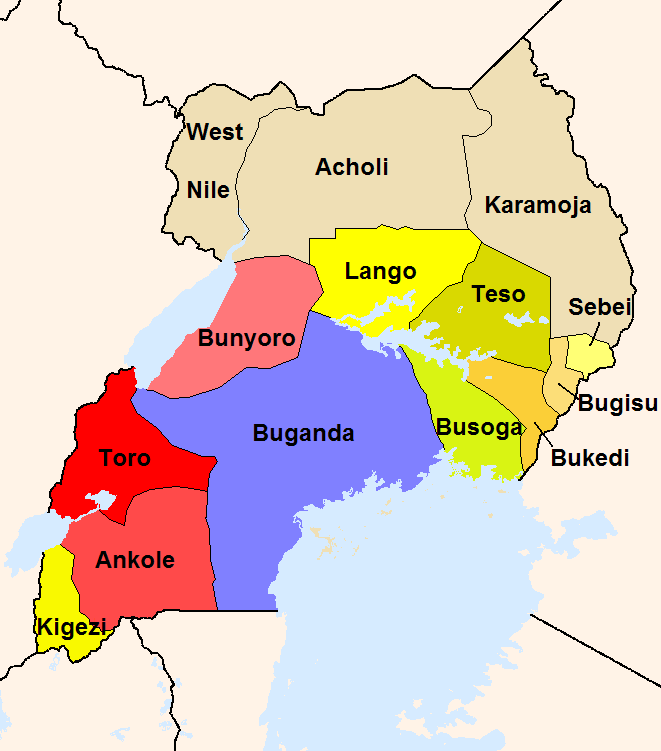
Administration britannique du Protectorat de l'Ouganda
Blason du Protectorat
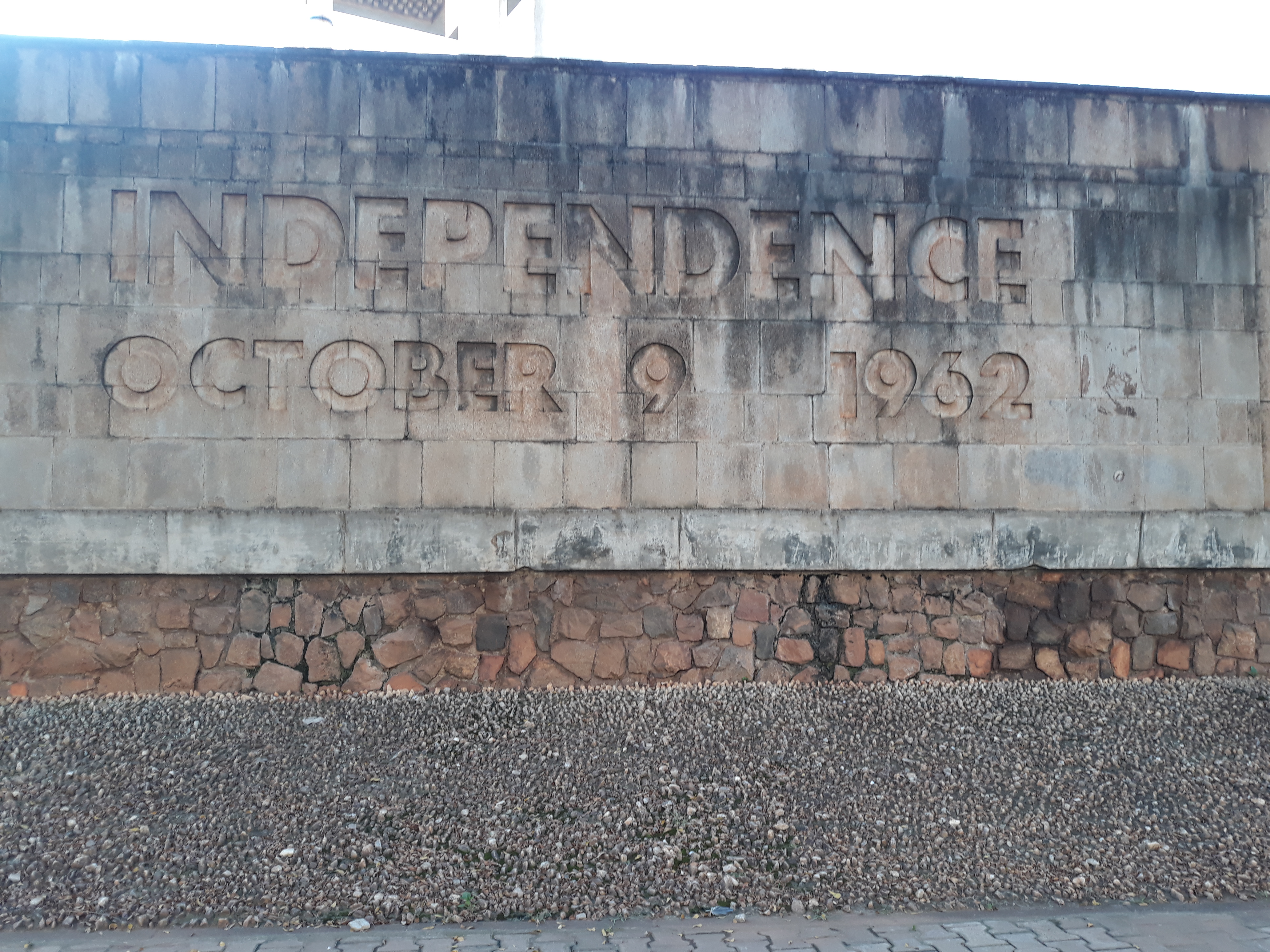
Commémoration de l'indépendance sur un mur du Parlement

## Indépendance (1962)

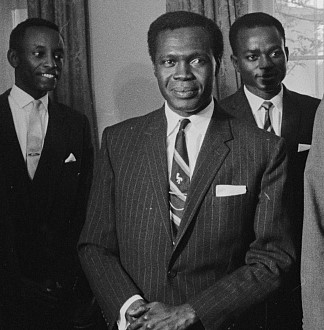
Milton Obote

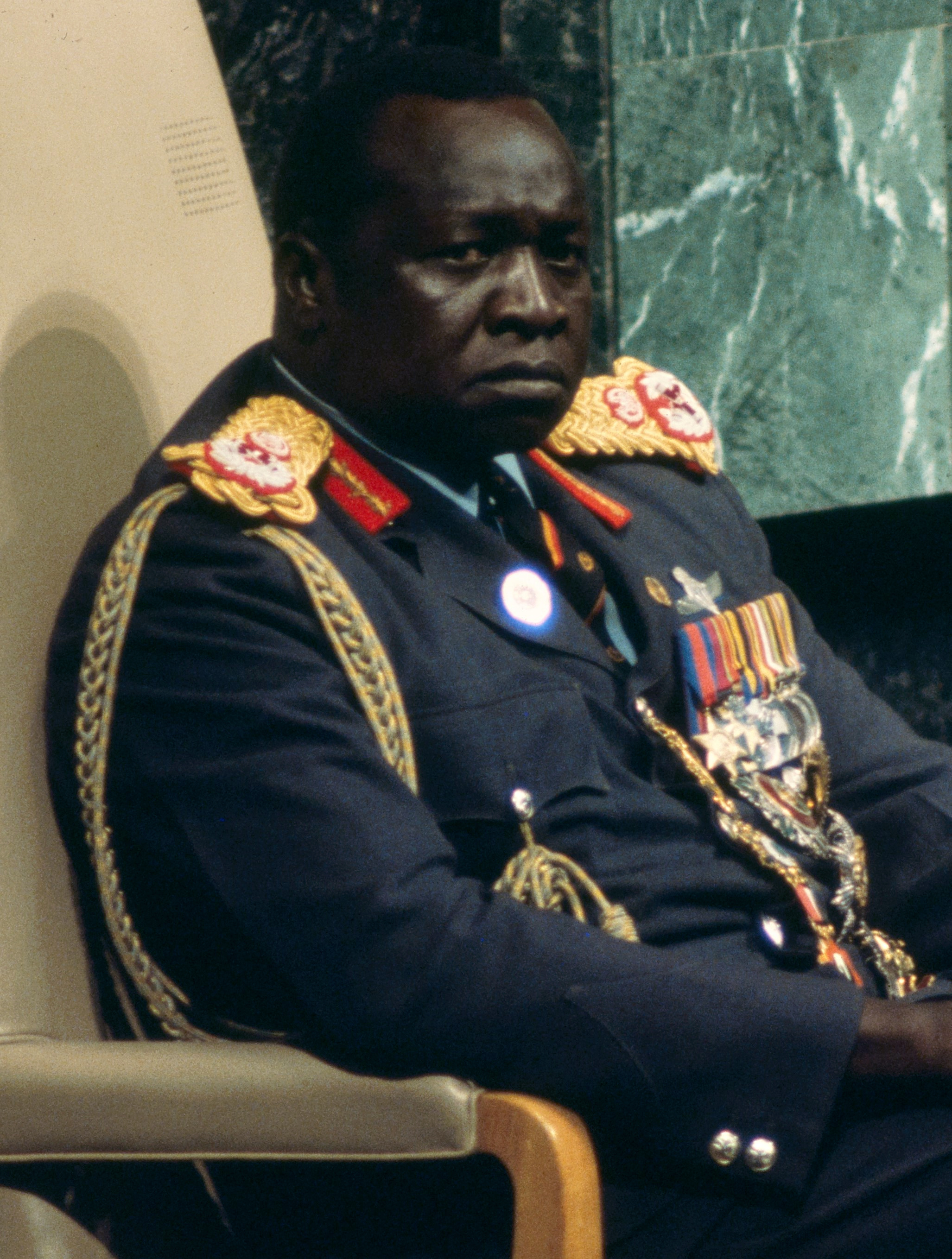
Idi Amin Dada

Le 9 octobre 1962, lors de son indépendance, l'Ouganda voit se poser, de manière aiguë, le problème des structures politiques. La solution retenue, exprimée dans la première constitution, est de type fédéral - elle associe les quatre anciens royaumes - mais le Buganda maintient sa prépondérance jusque dans le nom du nouvel État, l'Ouganda, pays des Bagandas. Le roi Muteesa II (1924-1969) en devient le président à vie. Cependant, Milton Obote (1925-2005), fondateur, en 1960, du Congrès du peuple ougandais, (UPC), l'Uganda People's Congress, devient Premier ministre. L'UPC, à l'image de son dirigeant, est le parti des populations nilotiques du Nord, opposées à la domination économique et politique du Bouganda et, donc, favorable à la centralisation. Dès lors, les tensions entre le Nord nilotique et le Sud bantou s'exacerbent.

### Présidence Milton Obote (1966-1971)
En mai 1966, Milton Obote (1925-2005)), afin d'imposer la centralisation, envoie l'armée au Bouganda et dépose le roi Kabaka Muteesa II, avec l'appui de son chef d'état-major, Idi Amin Dada, appartenant à une ethnie musulmane minoritaire du nord-ouest. Obote fait promulguer, l'année suivante, une nouvelle constitution abolissant les royaumes, et instituant un régime présidentiel à parti unique.
La résistance des Baganda, dont les intérêts sont menacés par la politique de nationalisation du commerce entreprise par Obote, la dégradation économique et les accusations de corruption se conjuguent pour déstabiliser Obote.

### Présidence Idi Amin Dada (1971-1979)
Le 25 janvier 1971, Idi Amin Dada (1925-2003) prend le pouvoir lors d'un coup d'État. Une conséquence est le départ des Indiens qui tenaient les commerces.
En 1978, l'Ouganda frôle la faillite, et le gouvernement ougandais est aidé financièrement par les États arabes amis d'Amin Dada. Son régime prend fin avec la guerre ougando-tanzanienne qui voit les rebelles ougandais prendre le contrôle du pays avec l'aide militaire de la Tanzanie. Entre le départ d'Idi Amin en avril 1979 et décembre 1980, les gouvernements se succèdent : le premier gouvernement de Yusufu Lule tombe après 2 mois, celui de Godfrey Binaisa dure seulement huit mois. Après mai 1980, le pays est dirigé par un directoire militaire.

### Seconde présidence Milton Obote (1980-1985)
En décembre 1980, Milton Obote (1925-2005) reprend le pouvoir à la faveur d'élections contestées, déclenchant une guerre civile. Après plusieurs années de combat, Obote est renversé en 1985 par un coup d'état de ses propres généraux mais le régime ne parvient pas à contenir la rébellion de l'Armée Nationale de Résistance (National Resistance Army - NRA), et début 1986, avec la prise de Kampala, Yoweri Museveni s'empare du pouvoir.

## Ère Museveni (1986-présent)

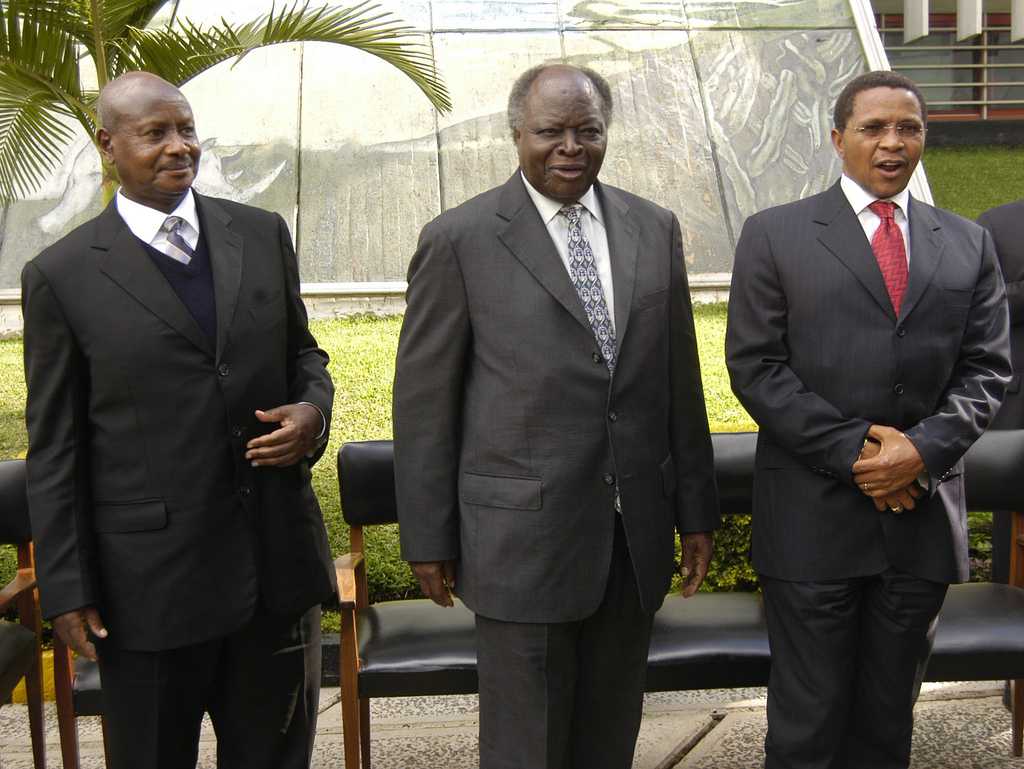
Museveni (à gauche) avec Kibaki et Kikwete

### Succès

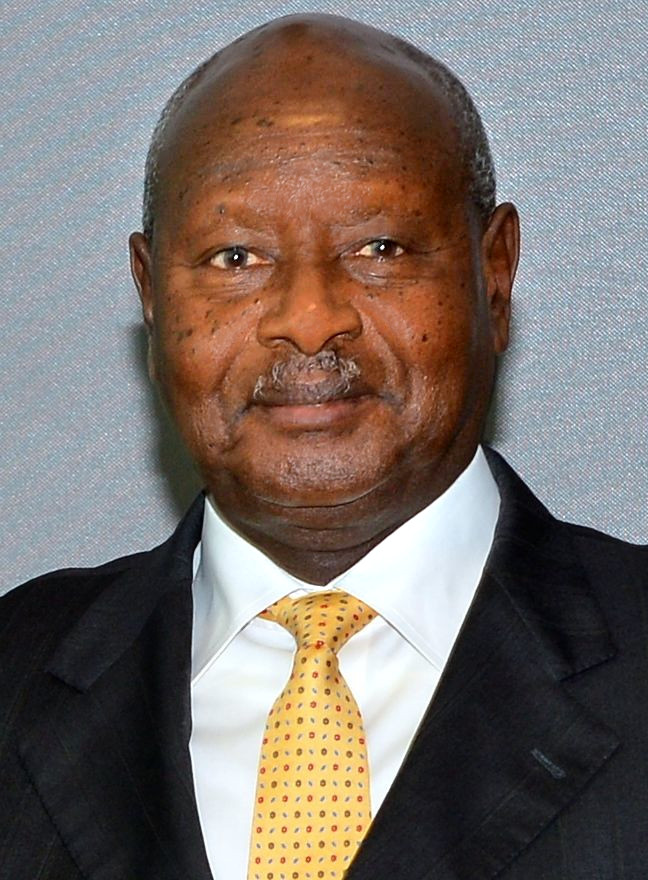
Yoweri Museveni en 2015

Depuis la prise du pouvoir et la nomination de Yoweri Museveni (1944-), le gouvernement, dominé par Museveni et son parti le Mouvement National de Résistance (National Resistance Movement - NRM), a globalement mis fin aux violations des droits de l'homme perpétrées par les gouvernements antérieurs, a progressivement libéralisé la vie politique, accordé une certaine liberté de presse et mis en œuvre d'importantes réformes économiques (permettant par exemple la réduction de l'inflation de 240 % en 1987 à 5 % en 1994) avec le soutien du FMI, de la Banque mondiale et de bailleurs de fonds.
Le succès économique du pays est particulièrement flagrant : le pays sinistré à l'économie moribonde à la fin de la guerre civile a réussi à afficher un taux de croissance moyen du revenu par habitant de 2,5 % pendant les 23 années suivantes, une diversification économique a été entreprise (la part de la culture du café dans les revenus d'exportation est passée dans la même période de 90 % à 10 %) et, bien que les bénéfices de ces politiques aient été inégalement répartis, le pourcentage de la population vivant sous le seuil de pauvreté est passé de 56 % en 1992 à 31 % en 2006

### Instabilité dans le nord du pays

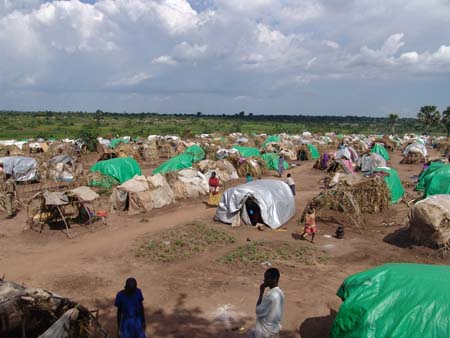
Camp de déplacés à Lira

Cependant, dans le nord du pays, la venue au pouvoir de membres des ethnies du sud du pays encouragea le développement de rébellions dont la plus tenace est l'Armée de Résistance du Seigneur (Lord's Resistance Army - LRA), notoire pour ses actions contre les populations civiles et notamment pour ses enlèvements d'enfants utilisés comme soldats ou esclaves sexuels, et dont les agissements se sont poursuivis jusque dans le milieu des années 2000 (en Ouganda, toujours active aujourd'hui dans le nord du Congo).
Du fait de l'insécurité prévalant et de l'incapacité (ou du manque de volonté) de l'armée ougandaise à ramener la paix, le nord du pays reste en marge du développement économique observable dans le reste du pays.

### Implications dans les guerres du Congo
En 1996, l'Ouganda joue un rôle déterminant dans le soutien à la rébellion de Laurent-Désiré Kabila lors de la première guerre du Congo qui aboutit à la chute du régime du président du Zaïre Mobutu Sese Seko.
Entre 1998 et 2003, l'implication de l'armée ougandaise s'accroît dans ce qui est devenu la République Démocratique du Congo, pour devenir un protagoniste de la deuxième guerre du Congo et même ensuite, l'Ouganda continue de soutenir des groupes rebelles congolais, comme le Mouvement de libération du Congo.
L'Ouganda est alors fréquemment accusé de se livrer au pillage du pays et au trafic de ses matières premières.

### Évolution politique
Afin d'éviter le déchirement de la société par des partis politiques organisés selon des lignes ethniques, un système sans parti dans lequel seul le NRM est censé représenter la population et au sein duquel les différentes politiques doivent être débattues est adopté. Le NRM permet le retour des rois traditionnels du Buganda, de Toro et d'autres royaumes du pays.
En mai 1996, les premières élections présidentielles sont organisées : Museveni remporte alors 75,5 % des suffrages, tandis que son principal opposant Paul Ssemogerere, ancien représentant du Parti Démocratique (Democratic Party - DP, parti d'opposition lors du second gouvernement d'Obote) en remporte 22,3 %.
En mars 2001, Museveni est réélu dès le premier tour avec 69,3 % des voix alors que son rival Kizza Besigye en obtient 27,8 %.
Malgré un referendum similaire ayant eu lieu en 2000, lors duquel un retour au multipartisme est rejeté par 90,7 % des votants, un nouveau referendum, organisé en juillet 2005, voit la population approuver à 92,5 % un abandon du système sans partis pour un retour au multipartisme.
En août 2005, le Parlement (dominé par le NRM) vote une modification de la constitution qui, en enlevant la limite de deux mandats présidentiels, permet à Museveni de se représenter pour un troisième mandat.
Kizza Besigye, revient d'exil en octobre 2005, et demeure le principal opposant lors de l'élection de février 2006, remportée par Museveni avec 59,3 % des voix (au premier tour). Les résultats sont contestés par l'opposition du FDC (Forum for Democratic Changes, dirigé par Besigye).
Ce même mois, Milton Obote décède en Afrique du Sud, malgré la brutalité de sa répression lors de la guerre de brousse, des funérailles nationales lui sont accordées en raison de son rôle pour l'indépendance du pays.
Dans les années 2000, la gestion du pays par le gouvernement de Museveni et le NRM est de plus en plus contestée, notamment en raison du népotisme ambiant et de divers scandales de corruption (soldats fantômes, organisation du CHOGM, pillage des ressources au Congo). Des tensions apparaissent également avec le Kabaka (roi) du Buganda et dégénèrent en affrontements en 2009.
Dans un mouvement de populisme, une loi anti-homosexualité est proposée en 2009 prévoyant jusqu'à la peine de mort pour les homosexuels et pénalisant les individus, entreprises, médias et ONG soutenant les droits des LGBT.
Museveni se fait réélire à nouveau en 2011 et 2016, nouveaux scrutins présidentiels après ceux de 1996, 2001, et 2006, chaque fois au premier tour, et avec des soupçons de fraude,.
Il fait procéder aussi à un nouveau changement de constitution fin 2017,pour supprimer la limite d'âge de 75 ans s'appliquant aux candidats à cette élection présidentielle et à lui en tout premier lieu.
Il instaure également une taxe sur l'utilisation des réseaux sociaux et fin août 2018, fait arrêter et battre un député d'opposition, Robert Kyagulanyi Ssentamu (en), connu également comme ex-chanteur sous le nom de Bobi Wine.
Libéré, celui-ci se fait soigner aux États-Unis avant de revenir en Ouganda en septembre 2018 et d'être à nouveau inculpé.
Constituant l'un des leaders de l'opposition ougandaise, Kyagulany affronte le président sortant Yoweri Museveni, au pouvoir depuis 1986, lors des élections présidentielles qui se tiennent le 14 janvier 2021, Yoweri Museveni est réélu.

### Galerie de personnalités politiques depuis 2000
Liste des Premiers ministres de l'Ouganda :

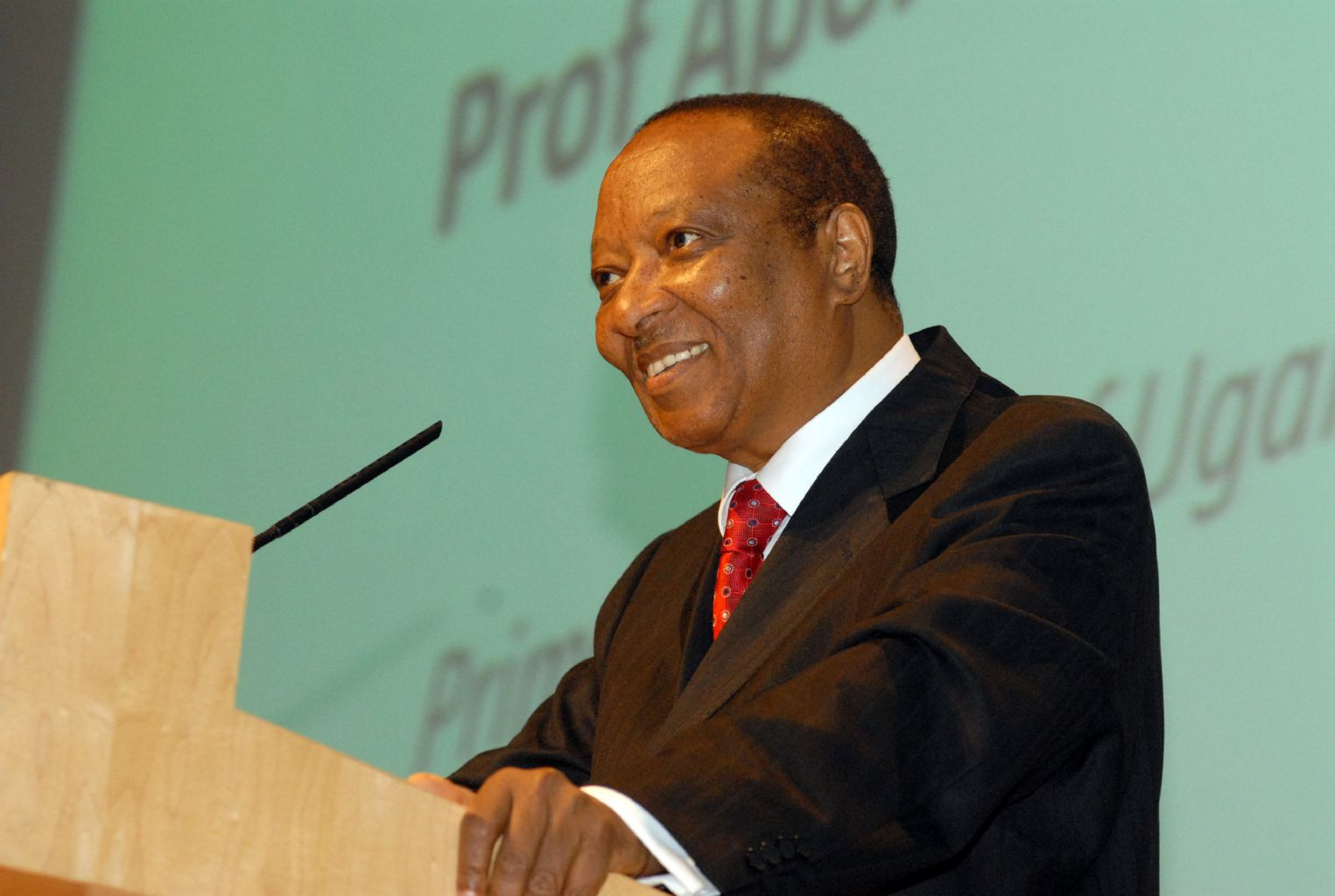
Apolo Nsibambi 1999-2011
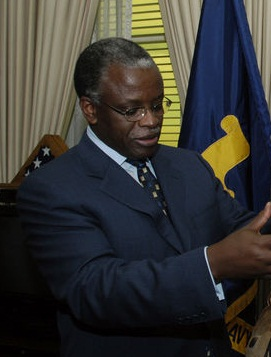
Amama Mbabazi 2011-2014
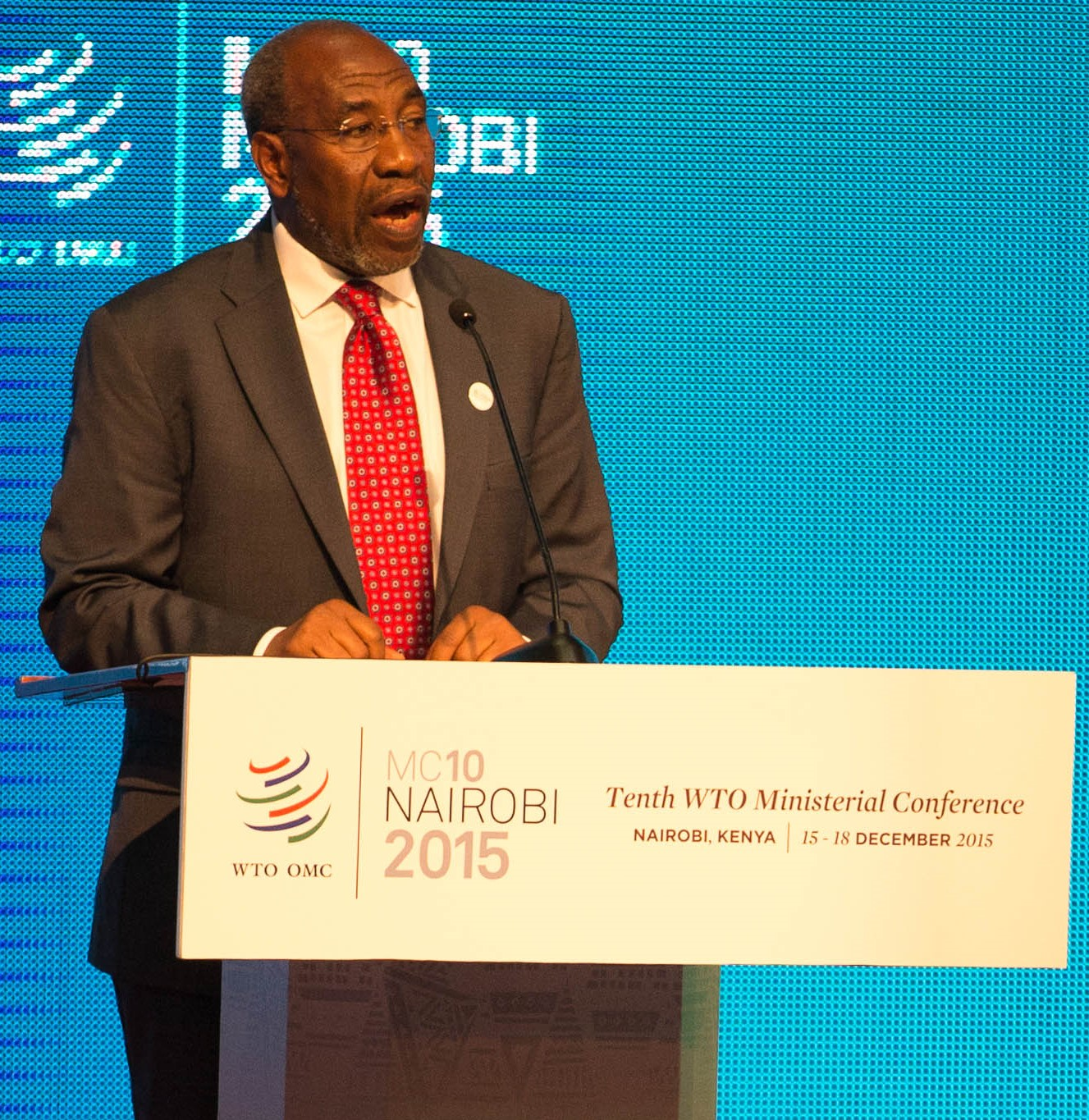
Ruhakana Rugunda 2014-2021
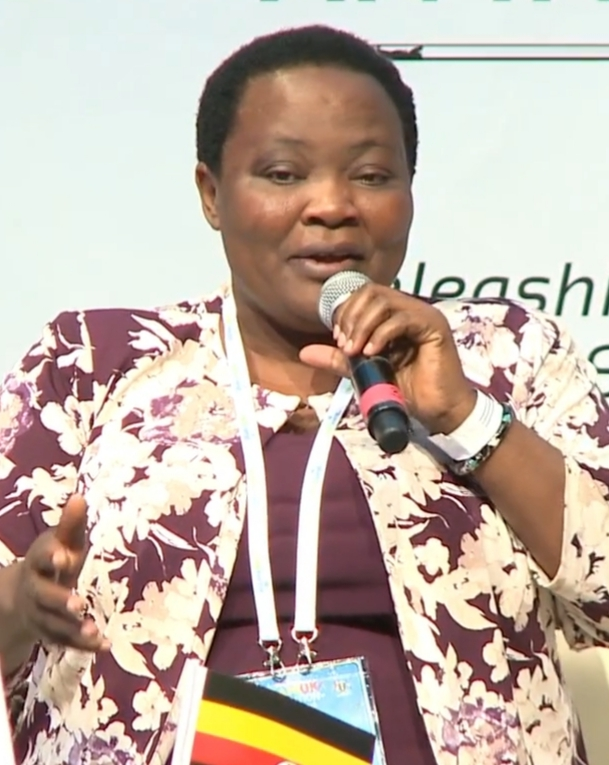
Robinah Nabbanja 2021-présent